# Drukarnia Stereotypowa
Drukarnia Stereotypowa – warszawska drukarnia powstała na miejsce wcześniejszej drukarni Zakrzewskiego, w latach 1829 – 1832. prowadzona była przez Waleriana Krasińskiego. W drukarni wydano m.in. w 1829 roku Psałterz Dawidów w tłumaczeniu Franciszka Karpińskiego, Zarys dziejów powstania i upadku Reformacji w Polsce (t. 1-2, 1838–1840) oraz ponad 50 tytułów związanych z literatury pięknej m.in. w serii Biblioteka Nowych Romansów. Drukarnia wydawała również podręczniki szkolne i broszury.
Wydania z drukarni Krasińskiego wyróżniały się wysokim poziomem typograficznym, dobrym papierze i niską ceną. Drukarnia działała do Powstania listopadowego.